# توتنهام هوتسبير موسم 2012–13
كان موسم 2012–13 هو الموسم الحادي والعشرون لتوتنهام هوتسبير في الدوري الإنجليزي الممتاز والموسم الخامس والثلاثين على التوالي في الدرجة الأولى من نظام الدوري الإنجليزي لكرة القدم.
شهدت الحملة ظهور توتنهام الحادي عشر في الدوري الأوروبي (كأس الاتحاد الأوروبي سابقًا)، ودخل مرحلة المجموعات بسبب احتلاله المركز الرابع في موسم الدوري الإنجليزي الممتاز 2011–12 لكنه فشل في التأهل إلى دوري أبطال أوروبا بسبب فوز غريمه اللندني تشيلسي بكأس دوري أبطال أوروبا في عام 2012 لكنه أنهى الموسم خارج المراكز الأربعة الأولى في الدوري الإنجليزي الممتاز. وكان الموسم ملحوظًا أيضًا لحقيقة أن توتنهام حقق رقمه القياسي من النقاط في موسم الدوري الإنجليزي الممتاز، بحصوله على 72 نقطة من 38 مباراة. سجلوا 66 هدفًا واستقبلوا 46 هدفًا طوال موسم الدوري الإنجليزي الممتاز، وانتهى الموسم بفارق أهداف +20.